# 霍羅多克區 (利維夫州)

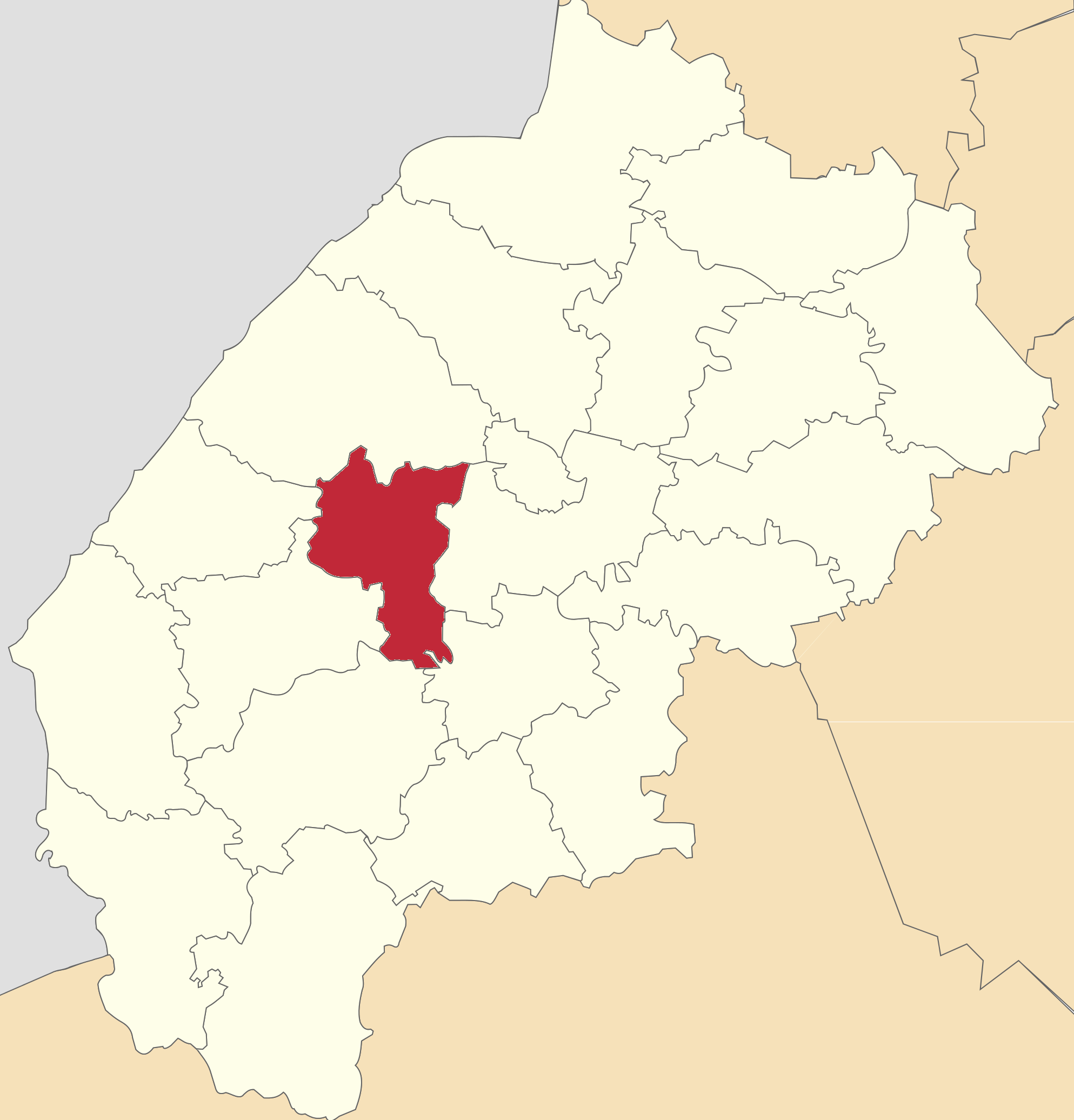

霍羅多克區（烏克蘭語：Городоцький район），或按俄语名译为戈羅多克區，曾是烏克蘭的一個區，位於該國西部，由利沃夫州負責管轄，行政中心設於霍羅多克，面積727平方公里，2015年人口68,871，人口密度每平方公里94.73人。
2020年7月18日乌克兰施行了行政区划改革，利沃夫州的区份数量减至7个，霍羅多克區合并至新成立的利沃夫区。